# Ismet Peja
Ismet Peja (født 27. april 1937, død 23. november 2020) er en højt værdsat albansk folkesanger.
Han er søn af Musa Peja, som også var albansk folkesanger. Fra sin ungdom, i en alder af 13-14 år, begyndte han at spille musik. Han opnåede de største succeser med musikgruppen "Hajdar Dushi", som han havde talrige præsentationer med på TVP og Radio Prishtina. Hans første album udkom i 1986 med "Hajdar Dushi" orkesteret. Han har nu udgivet et stort antal musikalbum og 4 videobånd. I 2010 udgav Ismet Peja & Burim Mehmeti "Knoma Kengen Sa T`jam Gjalle". Tekst og musik til sangen blev skrevet og komponeret af Besim Bunjaku. I 2012 udgav Ismet Peja & Vellezerit Mziu albummet "Gamle Folkesange".